# The Last Round-Up (1934)
The Last Round-Up is een Amerikaanse western uit 1934 onder regie van Henry Hathaway.

## Verhaal
De bende van Jack Kell hoort dat er in Arizona City goud is gevonden en ze beginnen er postkoetsen te beroven. Jim Cleve ziet buiten de stad hoe een goudzoeker wordt gedood. Enkele inzittenden van een postkoets vinden Jim bij het lichaam en ze verdenken hem van moord. Joan Randall is een van de passagiers en ze gelooft in zijn onschuld. Jack Kell wordt later herkend als een van de overvallers. Hij weet te ontsnappen en geeft ook aan Jim de kans om mee te gaan. Hij sluit zich aan bij diens bende. Als Jack besluit om Joan Randall te schaken, gaat dat knagen aan het geweten van Jim.

## Rolverdeling
| Acteur            | Personage           |
| ----------------- | ------------------- |
| Randolph Scott    | Jim Cleve           |
| Barbara Fritchie  | Joan Randall        |
| Monte Blue        | Jack Kells          |
| Fred Kohler       | Sam Gulden          |
| Fuzzy Knight      | Charles Bunko McGee |
| Richard Carle     | Rechter Savin       |
| Barton MacLane    | Charley Benson      |
| Charles Middleton | Sheriff             |
| Frank Rice        | Shrimp              |
| Dick Rush         | Rush                |
| Buck Connors      | Tracy               |
| Robert Miles      | Scarface            |
| Sam Allen         | Mijnwerker          |
| Ben Corbett       | Mijnwerker          |
| Jack Holmes       | Barman              |